# Кейто (селище, Нью-Йорк)
Кейто (англ. Cato) — селище (англ. village) в США, в окрузі Каюга штату Нью-Йорк. Населення — 517 осіб (2020).

## Географія
Кейто розташоване за координатами 43°9′56″ пн. ш. 76°34′3″ зх. д. / 43.16556° пн. ш. 76.56750° зх. д. (43.165568, -76.567506).  За даними Бюро перепису населення США в 2010 році селище мало площу 2,62 км², з яких 2,56 км² — суходіл та 0,06 км² — водойми.

## Демографія
Згідно з переписом 2010 року, у селищі мешкали 532 особи в 216 домогосподарствах у складі 129 родин. Густота населення становила 203 особи/км².  Було 229 помешкань (87/км²).
Расовий склад населення:
| - 96,4 % — білих - 0,2 % — корінних американців |

До двох чи більше рас належало 3,4 %. Частка іспаномовних становила 1,3 % від усіх жителів.
За віковим діапазоном населення розподілялося таким чином: 24,6 % — особи молодші 18 років, 62,2 % — особи у віці 18—64 років, 13,2 % — особи у віці 65 років та старші. Медіана віку мешканця становила 36,2 року. На 100 осіб жіночої статі у селищі припадало 90,0 чоловіків;  на 100 жінок у віці від 18 років та старших — 86,5 чоловіків також старших 18 років.
Середній дохід на одне домашнє господарство  становив 55 261 долар США (медіана — 47 083), а середній дохід на одну сім'ю — 62 680 доларів (медіана — 49 844). За межею бідності перебувало 10,4 % осіб, у тому числі 15,1 % дітей у віці до 18 років та 4,5 % осіб у віці 65 років та старших.
Цивільне працевлаштоване населення становило 307 осіб. Основні галузі зайнятості: освіта, охорона здоров'я та соціальна допомога — 22,1 %, роздрібна торгівля — 13,0 %, виробництво — 9,8 %, транспорт — 8,8 %.